# Dorota Nvotová
Dorota Nvotová (* 27. října 1982 Považská Bystrica) je slovenská herečka a zpěvačka.

## Život
Jako devítiletá hrála v dětském muzikálu Bambi. Vystudovala evangelické lyceum v Bratislavě. Byla členkou československé hudební formace Overground, ve které zpívala a hrála po boku svého manžela – zpěváka, textaře, kytaristy i režiséra videoklipů, člena kultovní skupiny Slobodná Európa známého pod pseudonymem „Whisky“ (vlastním jménem Miloslav Láber). Overground v roce 2003 vydal stejnojmenné debutové album a Dorota Nvotová v roce 2004 vydala sólové album pod názvem Dorota Nvotová. V roce 2007 se Dorota a Whisky rozešli, Dorota následujícího roku vydala své druhé album Sila vzlyku.
Nyní žije střídavě na Slovensku a v Nepálu, kde vodí turistické výpravy a pracuje v dětském domově. Deník Dnes upozornil, že domov, pro který Nvotová pracuje, byl krycí schránka pro obchod s dětmi. Její život v Nepálu zaznamenala v dokumentárním filmu Fulmaya, děvčátko s tenkýma nohama dokumentaristka Vendula Bradáčová.

## Osobní život
Dorota Nvotová je dcerou herečky Anny Šiškové, která ji vychovávala spolu s divadelním a filmovým režisérem Jurajem Nvotou. Jejím otcem je hudebník Jaroslav Filip. Sestrou je Tereza Nvotová.

## Filmografie
- 1997 – Orbis Pictus (Terezka)
- 2000 – Krajinka (Paula)
- 2002 – Děvčátko (Ema); režie Benjamin Tuček; cena pro nejlepší herečku na Mezinárodním filmovém festivalu v Soluni (Řecko 2003) [5]
- 2002 – Perníková věž (Věra)
- 2007 – O život (Zita)
- 2008 – Muzika (Anča Prepichová)
- 2009 – Případ nevěrné Kláry (Sandra)
- 2011 – Mŕtvola musí zomrieť (Lívia)
- 2012 – Konfident

## Diskografie
- Just!, 2012
- More, 2018

## Politická kariéra
7.6.2023 Nvotová oznámila vstup do strany Demokrati.